# オーヴルチ公
オーヴルチ公はオーヴルチ公国の君主の称号である（「公」はクニャージからの訳出による）。君主号・公国の名は、その首都だったオーヴルチによる。

## オーヴルチ公の一覧
一覧のうち、（　　）はオーヴルチ公国領域の統治者の称号を示す。
キエフ・ルーシ期（ドレヴリャーネ公）
- オレグ・スヴャトスラヴィチ(ru) - 在位：970年 - 977年
- スヴャトスラフ・ウラジミロヴィチ(ru) - 在位：988年 - 1015年

キエフ・ルーシ期・オーヴルチ公
- ロマン・ロスチスラヴィチ - 在位：1163年頃
- リューリク・ロスチスラヴィチ - 在位：1212年 - 1203年、1206年 - 1207年、1207年 - 1208年[1]
- ロスチスラフ・リュリコヴィチ - 在位：1210年 - 1218年[1]
- ウラジーミル・リュリコヴィチ - 在位：1219年 - 1223年[1]
- ロスチスラフ・ウラジミロヴィチ - 在位：1223年頃 - 1235年[2][3]
- ウラジーミル・リュリコヴィチ - 在位：1235年 - 1239年[1]　※再任

ジョチ・ウルス期・オーヴルチ公
モンゴルのルーシ侵攻を経て、1240年よりジョチ・ウルスのバスカクによる統治が行われた。この期間にオーヴルチ公として言及される以下の人物がいる。
- アンドレイ・イヴァノヴィチ - 在位：14世紀の第一四半期[1]
- エフスタフィー・イヴァノヴィチ - 在位：14世紀の第一四半期
- イヴァン・スタニスラヴィチ - 在位：14世紀前半
- イヴァン・ボリソヴィチ？ - 在位：? - 1399年[1]
- ドミトリー？[1]

リトアニア大公国期（キエフ公）
1362年のシニュハ川の戦いでリトアニア大公国がジョチ・ウルスを破り、オーヴルチを含む南ルーシを領土に加えた。リトアニア大公国期には、オーヴルチは主にキエフ公の所領の一部として統治された。